# Vulturești (Vaslui)
Vulturești is een Roemeense gemeente in het district Vaslui.
Vulturești telt 2426 inwoners.